# Sigismondo Scarsella

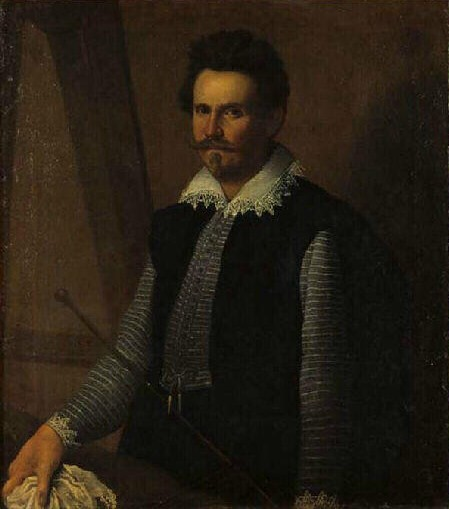
Retrato de un pintor

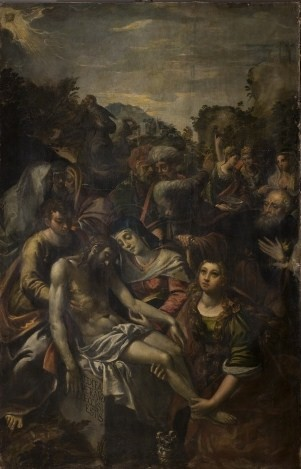
Deposición con santos

Sigismondo Scarsella, llamado Mondino Scarsella (Ferrara, 1530 - 1614), fue un pintor y arquitecto manierista italiano.

## Biografía
Parece que su primera formación se produjo en Venecia, donde estuvo trabajando en el estudio de Paolo Veronese. Permaneció en la ciudad de los canales durante trece años, que aprovechó para instruirse en los principios de la arquitectura. Una vez retornado a Ferrara, mantuvo una cierta rivalidad con Bastianino, el gran pintor ferrarés del momento. Sin embargo, sus limitadas cualidades no le permitieron presentar una alternativa sólida a su oponente. Su estilo es esencialmente manierista, aunque muchas obras que le han sido atribuidas son dudosas, pudiendo ser realmente debidas al pincel de su hijo, Ippolito Scarsella, el Scarsellino, artista mucho más dotado. Mondino fue el primer maestro del joven pintor, que marchó pronto a Venecia también a aprender el oficio con Veronese. Con el tiempo, Sigismondo pasaría a ser un entusiasta seguidor del estilo de su hijo, que llegaría a ser el pintor más importante de Ferrara durante la segunda mitad del siglo XVI.

## Obras destacadas
- Visitación (Santa Croce, Ferrara)
- Juicio de Paris (1590-95, Uffizi, Florencia), tal vez obra de su hijo.
- Deposición con santos (Fondazione Cassa di Risparmio, Ferrara)
- Retrato de un pintor (Musée des Beaux-Arts, Chambéry)